# روزهای برفی (مجموعه تلویزیونی)
روزهای برفی یک مجموعه تلویزیونی محصول سال ۱۳۷۰ به کارگردانی مجید جوانمرد، نویسندگی و تهیه‌کنندگی می‌باشد که از برنامه کودک و نوجوان شبکه دو پخش شد.

## خلاصه داستان
موضوع این مجموعه تلویزیونی فعالیت بچه‌های یک روستا را در زمان انقلاب نشان می‌داد.

## بازیگران
- پری اقبالپور
- حسین کسبیان
- محمود اخلاقی
- رحمان مقدم
- سعید عباسی
- فرزانه کابلی[۳]
- محمود بصیری
- محمود جعفری
- مرتضی نیکخواه
- مسعود رحمانی
- مهری مهرنیا
- علیرضا کدوئی
- علیرضا درخشان
- ایمان مظلوم
- نسیم جوانمرد
- سودابه کیهانیان
- صادق بیگی
- منوچهر رحمتی
- شاهرخ شعله‌ور
- احمد طیبی
- اکرم درخشانی
- محمود باقری
- حسین مرتضوی
- منصور فرنیا
- محمود اخلاقی
- رضا بیگی
- رضا کوشانفر
- غلامرضا جاریانی
- علی سلیمانی
- علی صالحی
- مرتضی سلمانی
- کاشانی
- گلستانی
- صابری